# USS Brooks (DD-232)
Za druga plovila z istim imenom glejte USS Brooks.
USS Brooks (DD-232) je bil rušilec razreda Clemson v sestavi Vojne mornarice Združenih držav Amerike.
Rušilec je bil poimenovan po Johnu Brooksu.